# Полиг, Карл
Карл Полиг (нем. Karl Pohlig; 10 февраля 1858, Теплиц (ныне Теплице, Чехия) — 17 июня 1928, Брауншвейг) — немецкий дирижёр, пианист и композитор. Брат палеонтолога Ганса Полига.
Учился в Веймаре игре на фортепиано и виолончели, затем совершенствовался как пианист в Будапеште и в Риме под руководством Франца Листа. Непродолжительное время служил придворным пианистом в Зондерсхаузене, в 1885—1888 гг. преподавал и концертировал в Риге. Затем посвятил себя преимущественно дирижёрской карьере, работал в различных оперных театрах, на исходе XIX века некоторое время был помощником Густава Малера во главе Венской придворной оперы.
В 1900—1907 гг. придворный капельмейстер в Штутгарте. Здесь под руководством Полига прошла в 1901 году премьера авторской редакции Шестой симфонии Антона Брукнера. Затем в 1907—1912 гг. работал в США во главе Филадельфийского оркестра, для выступлений с которым, в частности, пригласил как солиста Сергея Рахманинова; пристрастие Полига к музыке Рихарда Вагнера и последующих новейших немецких авторов не встретило понимания публики, и он был заменён Леопольдом Стоковским.
Вернувшись в Германию, в течение сезона работал в Гамбургской опере, а затем в 1914—1922 гг. занимал пост генеральмузикдиректора Брауншвейга.
В композиторском наследии Полига — две симфонии, несколько симфонических поэм, камерная музыка.